# Rivoluzione copernicana
Col termine rivoluzione copernicana si intende la svolta nella concezione dell'Universo propugnata da Niccolò Copernico, autore della moderna teoria eliocentrica del sistema solare.  Questa teoria pone il Sole al centro del sistema di orbite dei pianeti e si contrappone a quella geocentrica, che prevedeva invece la Terra al centro del sistema solare. 
Metaforicamente si chiama oggi "rivoluzione copernicana" ogni ribaltamento di sistemi concettuali sino ad allora universalmente accettati.

## La pubblicazione della teoria di Copernico
La teoria di Copernico, che riprendeva quella greca di Aristarco da Samo, fu pubblicata nel libro De revolutionibus orbium coelestium (Sulle rivoluzioni delle sfere celesti ) nel 1543, l'anno della sua morte. Il libro è il punto di partenza di una conversione dottrinale dal sistema geocentrico a quello eliocentrico e  contiene gli elementi più salienti della teoria astronomica dei nostri tempi, compresa una corretta definizione dell'ordine dei pianeti, della rotazione quotidiana della Terra intorno al proprio asse, della precessione degli equinozi.

## La rivoluzione copernicana di Kant
Immanuel Kant ha richiamato la rivoluzione copernicana per riferirsi a quel ribaltamento della prospettiva filosofica da lui stesso operato. Infatti, contrariamente al senso comune, secondo cui l'uomo doveva adattare i propri schemi mentali agli oggetti da conoscere, Kant si propose di dimostrare che il nostro intelletto gioca un ruolo fortemente attivo nel metodo conoscitivo; le proposizioni scientifiche in grado di ampliare il nostro sapere sul mondo, cioè, non si limitano a recepire passivamente dei dati, ma sono di natura critica e deduttiva. Sono i nostri schemi mentali che determinano il modo in cui un oggetto viene percepito.
(Kant, Prefazione alla Critica della ragion pura (seconda edizione, 1787), Laterza, Roma-Bari 2000)
Come Copernico aveva messo il Sole, e non la Terra, al centro dell'universo, così Kant intendeva ora collocare il soggetto umano al centro del processo conoscitivo. Prima della rivoluzione era l'uomo (soggetto) a doversi adattare alla natura (oggetto); adesso, con il ribaltamento dei ruoli, sarà la natura a doversi adattare all'uomo. Questa nuova concezione fu tra l'altro determinante per la nascita dell'idealismo tedesco, che da Kant prese le mosse.